# Glengarry et Stormont
Pour les articles homonymes, voir Glengarry et Stormont.
Glengarry et Stormont fut une circonscription électorale fédérale de l'Ontario, représentée de 1917 à 1925.
La circonscription de Glengarry et Stormont a été créée en 1914 avec des parties de Glengarry et Stormont. Abolie en 1924, elle fut redistribuée parmi Glengarry et Stormont.

## Géographie
En 1914, la circonscription de Glengarry et Stormont comprenait:
- Les cantons de Cornwall et de Roxborough
- La ville de Cornwall

## Députés
1. 1917-1919 — John McMartin, CON
2. 1919-1921 — John Wilfred Kennedy, PPC

- CON = Parti conservateur du Canada (ancien)
- PPC = Parti progressiste du Canada